# Фибак, Войцех
Войцех (Войтек) Фибак (пол. Wojciech "Wojtek" Fibak; род. 30 августа 1952 года в Познань) — польский профессиональный теннисист и теннисный тренер. Победитель Открытого чемпионата Австралии 1978 года и двукратный победитель Итогового турнира WCT в мужском парном разряде. Лауреат награды ATP за 1976 год в категории «Прогресс года».

## Спортивная карьера
Войцех Фибак участвовал в профессиональных теннисных турнирах на протяжении 15 лет (с 1974 по 1988 год) и выиграл за это время более тысячи матчей в одиночном и парном разрядах. Он был одним из членов профессиональной ассоциации World Championship Tennis и выиграл четыре турнира WCT в одиночном и двенадцать — в парном разряде. Он четыре раза пробивался в Итоговый турнир WCT в одиночном разряде, а в парах дважды его выигрывал. На его счету также участие в финале Мастерс, параллельного итогового теннисного турнира, проводившегося Ассоциацией теннисистов-профессионалов (АТР), в одиночном разряде. В общей сложности Фибак выиграл 15 турниров в одиночном и 52 в парном разряде. Ещё 19 раз Фибак играл в финалах профессиональных турниров в одиночном и 33 раза в парном разряде.
Свои первые финалы профессиональных турниров Фибак провёл в 1975 году. В одиночном разряде он дошёл до финала турнира в Шривпорте (Луизиана), а в парах играл в финалах восемь раз и пять из них выиграл. Первый турнир в карьере он выиграл в мае в Мюнхене в паре с Яном Кодешем из Чехословакии. На следующий год уже в одиночном разряде Фибак восемь раз выходит в финал турниров и три из них выигрывает. На протяжении сезона он одерживает победы над Роско Таннером, Бьорном Боргом, Гильермо Виласом, Томом Оккером, Илие Настасе, Стэном Смитом, Кеном Розуоллом и Артуром Эшем. Завоевав право на участие в итоговом турнире Мастерс, он доходит в нём до финала, победив по пути Эдди Диббса, Мануэля Орантеса и опять Виласа, и лишь в финале, где он опять встретился с Орантесом, уступает знаменитому испанцу. В паре Фибак выигрывает семь турниров, включая Итоговый турнир WCT (с Карлом Майлером из ФРГ), и ещё шесть раз играет в финалах. По итогам сезона он был удостоен награды ATP в номинации «Прогресс года».
К июлю 1977 года, выиграв ещё два турнира и дойдя до четвертьфинала на Ролан Гаррос, Фибак вошёл в число десяти сильнейших теннисистов мира в одиночном разряде согласно рейтингу АТР. В парах начинается сотрудничество с Томом Оккером, с которым за следующие четыре года они выигрывают 17 турниров. Всего же за этот год Фибак выиграл десять турниров в парах и ещё четырежды играл в финалах, в том числе и в Открытом чемпионате Франции, где его партнёром снова был Кодеш.
1978 год становится самым удачным в парной карьере Войцеха Фибака. Он доходит как минимум до полуфинала во всех четырёх турнирах Большого шлема, а Открытый чемпионат Австралии выигрывает (с местным игроком Кимом Уориком). Он также второй раз в карьере выигрывает Итоговый турнир WCT (с Оккером), а всего за сезон побеждает в десяти турнирах. Ближе к концу сезона ему также удаётся добиться ряда успехов в одиночном разряде, включая победы над Джоном Макинроем и Артуром Эшем и выигрыш турнира в Кёльне.
В 1979 году Фибак участвует в девяти финалах в парном разряде (четыре победы) и пяти — в одиночном (две победы, в Штутгарте и Денвере). Три из побед в парах были одержаны в течение трёх месяцев после выигрыша Открытого чемпионата Австралии, и в итоге к апрелю 1979 года он поднялся на высшую в своей карьере третью ступень в рейтинге теннисистов-парников. В 1980 году на его счету в парном разряде только три победы и пять финалов, однако одним из них был финал Итогового турнира WCT. В одиночном разряде он повторяет свой лучший результат, выиграв три турнира (все в марте-апреле), а также доходит до четвертьфинала в трёх из четырёх турниров Большого шлема. Среди теннисистов, побеждённых им в этих турнирах, Витас Герулайтис, Марк Эдмондссон и Вилас. Как результат, в конце года он получает приглашение на участие в ещё одном итоговом турнире WCT, Кубке Вызова, проводившемся по круговой системе среди четырёх ведущих игроков, но проигрывает две встречи из трёх (Макинрою и Виджаю Амритражу), выиграв только у Настасе.
В дальнейшем наиболее успешными для Фибака были 1982 год в одиночном разряде (три выигранных турнира) и 1984 год в парах (четыре победы и два финала, что позволило ему после трёхлетнего перерыва принять участие в Итоговом турнире WCT в начале 1985 года, где они с Сэнди Майером дошли до полуфинала). Свои последние турниры Фибак выиграл в 1987 году: в Хилверсюме, на Открытом чемпионате Нидерландов, он первенствовал в паре с Милославом Мечиржем, а в Тулузе — с Михилом Схаперсом из Нидерландов. Свои последние матчи в одиночном и парном разрядах Фибак провёл в феврале 1988 года в Роттердаме.
По окончании игровой карьеры Фибак стал тренером. Он тренировал Ивана Лендла, а в 2013 году был приглашён в качестве наставника первой ракеткой мира Новаком Джоковичем. Фибак также давал уроки теннисной игры своему соотечественнику — римскому папе Иоанну Павлу II.

## Участие в финалах турниров Большого шлема (2)

### Мужской парный разряд (1+1)
| Результат | Год  | Турнир                       | Покрытие | Партнёр   | Соперники в финале            | Счёт в финале      |
| --------- | ---- | ---------------------------- | -------- | --------- | ----------------------------- | ------------------ |
| Поражение | 1977 | Открытый чемпионат Франции   | Грунт    | Ян Кодеш  | Брайан Готтфрид Рауль Рамирес | 6–7, 6–4, 3–6, 4–6 |
| Победа    | 1978 | Открытый чемпионат Австралии | Трава    | Ким Уорик | Пол Кронк Клифф Летчер        | 7–6, 7–5           |

## Участие в финалах итоговых турниров ATP и WCT (4)

### Одиночный разряд (0+1)
| Результат | Год  | Турнир                | Покрытие | Соперник в финале | Счёт в финале           |
| --------- | ---- | --------------------- | -------- | ----------------- | ----------------------- |
| Поражение | 1976 | Мастерс, Хьюстон, США | Ковёр    | Мануэль Орантес   | 7–5, 2–6, 6–0, 6–7, 1–6 |

### Парный разряд (2+1)
| Результат | Год  | Турнир                                      | Покрытие | Партнёр     | Соперники в финале            | Счёт в финале           |
| --------- | ---- | ------------------------------------------- | -------- | ----------- | ----------------------------- | ----------------------- |
| Победа    | 1976 | Итоговый турнир WCT, Канзас-Сити, США       | Ковёр    | Карл Майлер | Роберт Лутц Рэмзи Смит        | 6–3, 2–6, 3–6, 6–3, 6–4 |
| Победа    | 1978 | Итоговый турнир WCT, США                    | Ковёр    | Том Оккер   | Роберт Лутц Стэн Смит         | 6–7, 6–4, 6–0, 6–3      |
| Поражение | 1980 | Итоговый турнир WCT, Лондон, Великобритания | Ковёр    | Том Оккер   | Брайан Готтфрид Рауль Рамирес | 6–3, 4–6, 4–6, 6–3, 3–6 |

## Статистика участия в центральных турнирах в мужском парном разряде
| Турнир                       | 1974 | 1975 | 1976 | 1977 | 1978 | 1979 | 1980 | 1981 | 1982 | 1983 | 1984 | 1985 | 1986 | 1987 | Итого  | В / П за карьеру |
| ---------------------------- | ---- | ---- | ---- | ---- | ---- | ---- | ---- | ---- | ---- | ---- | ---- | ---- | ---- | ---- | ------ | ---------------- |
| Открытый чемпионат Австралии | A    | A    | A    | A    | П    | A    | A    | A    | A    | A    | A    | A    | -    | A    | 1 / 1  | 5 - 0            |
| Открытый чемпионат Франции   | 1R   | 3R   | 3R   | Ф    | 1/2  | 2R   | 1/2  | A    | 2R   | 1R   | 1R   | 1R   | 1R   | 1R   | 0 / 13 | 18 - 13          |
| Уимблдонский турнир          | A    | 2R   | 1/4  | 1/4  | 1/2  | 1R   | 2R   | A    | A    | 2R   | 1R   | 1R   | 3R   | 2R   | 0 / 11 | 16 - 11          |
| Открытый чемпионат США       | A    | 2R   | 2R   | 2R   | 1/2  | 2R   | 3R   | 1R   | 3R   | A    | 3R   | 2R   | 1R   | 2R   | 0 / 12 | 16 - 12          |
| Итоговый турнир WCT          | A    | A    | П    | 1/2  | П    | 1/2  | Ф    | RR   | A    | A    | A    | 1/2  | A    | -    | 2 / 7  | 19 - 6           |